# Hemichromis fasciatus
Hemichromis fasciatus är en fiskart som beskrevs av Peters, 1857. Hemichromis fasciatus ingår i släktet Hemichromis och familjen Cichlidae. IUCN kategoriserar arten globalt som livskraftig. Inga underarter finns listade i Catalogue of Life.